# João III, Duque da Bretanha
João III, cognominado "o Bom" (em bretão: Yann III, em francês: Jean III; Castelo de Champtoceaux, 8 de março de 1286 – Caen, 30 de abril de 1341),  foi Duque da Bretanha de 1312, e Conde de Richmond (Earl) de 1330, até à sua morte.

## Biografia

### Primeiros anos de vida
João nasceu no castelo de Châteauceaux (atual Champtoceaux), a 8 de março de 1286, filho de Artur II, duque de Bretanha e de sua primeira mulher, Maria, viscondessa de Limoges. Era pertencente, por via paterna, à Casa de Dreux, dos duques de Bretanha.
João, com 11 anos, é prometido a casamento a Isabel de Valois. No entanto, com o falecimento desta, a 1309, acaba por ter seu casamento arranjado desfeito. Herdou, com o falecimento de sua mãe, o viscondado de Limoges, que governou de 1301 a 1314. 

### Primeiro casamento
Em 1310, João casou-se com Isabel de Castela em Burgos. Em 1312, com a morte de seu pai, João torna-se o Duque da Bretanha, sendo assim Isabel, a duquesa consorte da Bretanha. Após uma concessão breve do viscondado de Limoges à sua mulher, em 1314, doa o viscondado ao seu meio-irmão Guido de Penthièvre.

## Duque da Bretanha
A 27 de agosto de 1312, com a morte de seu pai, João torna-se Duque da Bretanha. Agora como Duque, João teve uma relação conflituosa com a segunda esposa de seu pai,  Iolanda de Dreux, e seu meio irmão, João de Montfort. Tenta, portanto, de tudo para afastar a linhagem do segundo casamento de seu pai do trono do Ducado da Bretanha. Em 1313, tenta, junto do Papa Clemente V, contestar a legitimidade do segundo casamento de seu pai com Iolanda. No entanto, após as inquirições papais, esta contestação é recusada. Visto não ter tido sucesso, em 1317 inicia um longo processo legal, contra os executores do testamento de seu pai, que iria durar até 1328. Este processo é confiado, em 1319, ao Papa João XXII, que cria uma comissão apostólica, conduzida por João Millet, abade da Abadia de São Florêncio de Saumur. Após a morte do abade, em 1324, é dada a condução desta comissão ao bispo de Dol-de-Bretagne, Guilherme Meschin. Apesar do acórdão final ser desconhecido, parece que este processo se finalizou com um acordo amigável entre ambas as partes.
O Parlamento Geral (Cortes bretãs), reunido em Rennes em 1315, na presença dos nove bispos da Bretanha e dos capitulares da Bretanha, são registadas as decisões que poriam fim a disputas legais com a coroa. É nesta ocasião, que na Bretanha é registado a presença dos "Três Estados".
Durante o reinado de João, os bispos bretões criaram três colégios na Universidade de Paris para um total de 57 bolseiros. O colégio da Cornualha, colégio de Pléssis e o colégio de Tréguier.

## Relações com o Reino de França

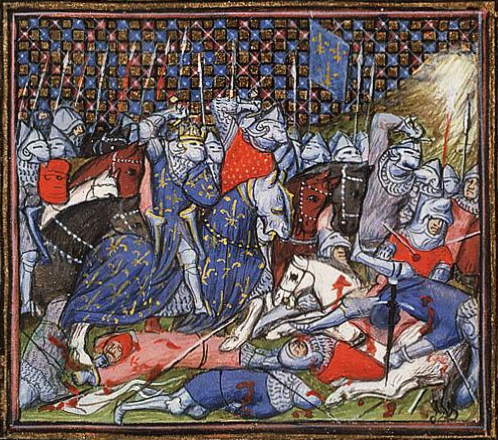
Batalha de Cassel, em 1328, presente nas Crónicas de Jean Froissart.

Em 1314, João  III enviou um contingente militar de bretões comandados por Henrique de Avaugour, Senhor de Avaugour e Rolland de Dinan para Flandres, no contexto da campanha de Luís X da França, contra os flamencos. Em 1315, João III lidera pessoalmente a hoste bretã, na campanha. Como recompensa, Luís X concede-lhe o castelo de Saint-James de Beuvron, na fronteira entre a Bretanha e a Normandia.  O duque era, então, o fiel aliado dos reis da França e lutou ao lado de Filipe  VI com "quinze bandeiras de bretões" na Batalha de Cassel, onde foi ferido. No entanto, após a morte de seu tio e homónimo João da Bretanha , Conde de Richmond , João  III fez um juramento de lealdade ao Rei Eduardo  III da Inglaterra nas mãos do Arcebispo de Cantuária, João de Stratford, a 8 de maio de 1334 e foi colocado na posse do feudo da Bretanha por Eduardo III no dia 24 do mesmo mês.

## Guerra dos Cem Anos

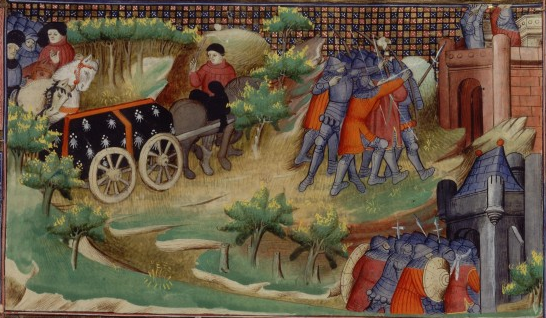
Funeral de João III, duque da Bretanha, retratado nas Crónicas de Jean Froissart

Apesar do juramento de lealdade a Eduardo III da Inglaterra, João era, o que se poderia considerar um forte francófilo, tendendo muito fortemente para o lado francês dentro da corte bretã. Com o desdém com seus meios-irmãos, e sem ter filhos, João esteve mesmo a ponto de ter considerado, À sua morte, passar o ducado aos reis da França, ideia abandonada após forte pressão da nobreza bretã. Durante a sua vida, levou com muita devoção o seu título de Par do Reino, respondendo sempre em auxílio do rei francês. Com a eclosão da Guerra dos Cem Anos , no entanto, o duque foi colocado numa posição complexa. João possuía terras e, interesses em ambos os reinos, apesar da sua preferência pessoal pelos reis da França. No entanto, a aplicação estrita do código de cavalaria o fez participar da campanha de Flandres, mesmo contra o seu suserano inglês.
Em 1340, ele enviou sua frota para Sluis em apoio à do Rei da França, mas esta foi destruída pelos ingleses. Após a Trégua de Esplechin, concluída entre a França e a Inglaterra a 25 de setembro de 1340, e que inclui a Bretanha, o duque acompanha o rei Filipe  VI e passa o inverno com ele até a Páscoa de 1341. Ele então pega a estrada para seu ducado e morre em Caen em 1341. Sem filhos herdeiros, o duque João  III morre a 30 de abril de 1341, e é enterrado, numa cerimónia fúnebre muito emocionante e dramática. Esta cerimónia fúnebre, é representada por Jean de Froissart nas suas crónicas. 

## Sucessor e Guerra de Sucessão

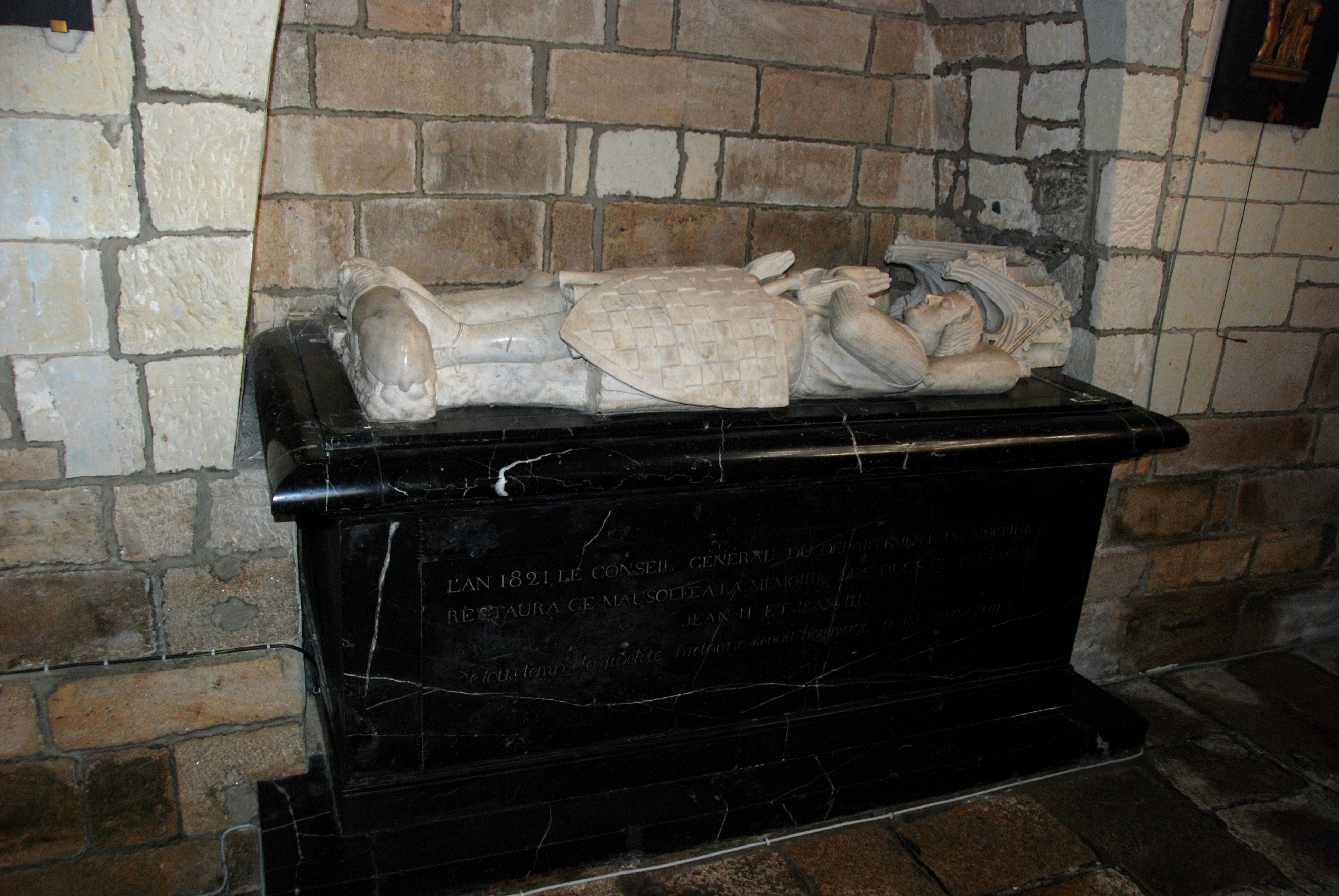
Túmulo de João II e seu filho João III da Bretanha em

Durante a sua vida, o seu desdém e desconfiança de parte dos herdeiros de seu pai do casamento deste com Iolanda de Dreux, originou um conflito legal e diplomático, que, mais tarde, iria originar a Guerra da Sucessão Bretã. João III escolheu, em vida, Joana de Penthièvre como sua sucessora ao trono do ducado. Esta, em 1337, casa-se com Carlos de Blois, um segundo filho de uma das casas mais poderosas do reino da França. No entanto, um ano antes da sua morte, João III reconciliou-se com seu meio-irmão, João de Montfort e fez um testamento nomeando este, como o herdeiro da Bretanha. Suas últimas palavras na sucessão, proferidas em seu leito de morte, foram: "Pelo amor de Deus, deixem-me em paz e não perturbem o meu espírito com essas coisas". Com isto, é aberta uma contenda entre os dois pretendentes, dando origem a uma guerra sucessória de mais de vinte anos (conhecida posteriormente como a Guerra da Sucessão Bretã) que foi, também ela, um conflito que se engloba no contexto da Guerra dos Cem Anos.
Está sepultado com seu pai, em Saitn-Armel. 